# 耶娜·薩拉斯
耶娜·薩拉斯（2000年01月05日—），小名Gina，為一位泰國、古巴混血的新生代女演員及模特。現為泰國第3電視台旗下藝人。代表作有《不義之罪》。

## 生平
Gina於2000年1月5日出生於日本，她是前泰國國家拳擊隊教練Ismael Salas的小女兒。從小在日本出生長大，直至9歲時才舉家搬回泰國定居。目前於蘭實大學傳播藝術學院就讀，主修編劇與導演專業。

## 演藝經歷
Gina於演藝圈的首份工作是廣告拍攝，該廣告於印尼播出。2015年在PPTV HD 電視劇《佳人如謎》中首度亮相，在劇中飾演Rattanawadee公主，接著年僅15歲的她在《卿心歐羅巴》擔任第一女主角。
2018年Gina與泰國第3電視臺簽約，在戲劇《冰火之心》飾演Dao Nuer一角。
2021年，因与男星帕貢·查博里拉（Boy）主演翻拍自土耳其电视剧的泰国懸疑愛情劇《不義之罪》而為人熟知。

## 影視作品

### 電視劇
| 首播年份 | 戲名                              | 戲名    | 播放平台    | 角色                         | 備註 |
| 首播年份 | 譯名                              | 原文名  | 播放平台    | 角色                         | 備註 |
| 2015年   | 《佳人如謎》                      |         | PPTV HD     | Rattanawadee                 | 配角 |
| 2015年   | 《卿心歐羅巴》                    |         | PPTV HD     | Rattanawadee                 | 主演 |
| 2018年   | 《冰火之心》                      |         | Ch3Thailand | Dao Nuer                     | 主演 |
| 2019年   | 《發球者》                        |         | Ch3Thailand | Jane                         | 主演 |
| 2021年   | 《不義之罪》                      |         | Ch3Thailand | Baifhon                      | 主演 |
| 2021年   | 《不義之罪》                      | Bobucha | Ch3Thailand |                              | 主演 |
| 2022年   | 《逐愛遊戲》                      |         | Ch3Thailand | Jetiya （Je）                | 主演 |
| 2024年   | 《名門紳士2淑女之心：明月皎皎》   |         | Ch3Thailand | La-ojan Phukhamwong （La-o） | 主演 |
| 2024年   | 《名門紳士2淑女之心：Kwanruthai》 |         | Ch3Thailand | La-ojan Phukhamwong （La-o） | 配角 |
| 2024年   | 《名門紳士2淑女之心：Jai Pisut》  |         | Ch3Thailand | La-ojan Phukhamwong （La-o） | 配角 |
| 2024年   | 《名門紳士2淑女之心：Duj Apsorn》 |         | Ch3Thailand | La-ojan Phukhamwong （La-o） | 配角 |
| 2024年   | 《名門紳士2淑女之心：Pon Chiwan》 |         | Ch3Thailand | La-ojan Phukhamwong （La-o） | 配角 |
| 待公布   | 《替名情臻》                      |         | Ch3Thailand | Rachit                       | 主演 |
| 待公布   | 《情絲縈系》                      |         | Ch3Thailand | Molmina （Mina／Min）        | 主演 |
| 待公布   | 《日光褪盡》                      |         | Ch3Thailand | Plaifah                      | 主演 |

## 音樂錄影帶
| 年份   | 歌名        | 歌手         | 備註  | 合作藝人                  |
| 2019年 | SPARK       | Somkiat      | [ 2 ] | 路克·普勞頓 （Luke）      |
| 2021年 | JAI MAI RAI | Yes'sir Days | [ 3 ] | 納瓦希·普潘塔奇斯 （Pon） |
| 2021年 | 沒了意義    | Potato       | [ 4 ] | 朋抔·里拉塔納卡鄒 （Tor） |
| 2024年 | Tee Jing    | Beam Voranan |       | 傑迪帕·迪拉朋帕 （Jes）   |

## 獎項與提名
| 年份   | 組織                 | 獎項                    | 提名作品／人物 | 結果 | 來源  |
| 2021年 | White TV Awards 2021 | 最佳女主角              | 《不義之罪》   | 提名 |       |
| 2023年 | Maya TV Awards 2023  | Rising Star of The Year | 耶娜·薩拉斯    | 提名 | [ 5 ] |
| 2023年 | Kazz Awards 2023     | Bang Girl of The Year   | 耶娜·薩拉斯    | 獲獎 |       |
| 2023年 | 第14屆泰國皇家戲劇獎 | 最佳女主角              | 《逐愛遊戲》   | 提名 |       |

## 外部連結
- 耶娜·薩拉斯於Channel 3的簡介 （页面存档备份，存于）（泰文）
- 耶娜·薩拉斯的Instagram帳戶（泰文）
- YouTube上的耶娜·薩拉斯的官方頻道（泰文）
- 耶娜·薩拉斯在豆瓣上的资料（简体中文）